# Lyons (Nebraska)
Lyons je grad u američkoj saveznoj državi Nebraska. Prema popisu stanovništva iz 2010. u njemu je živjelo 851 stanovnika.